# الطيب أبو القاسم
أبو القاسم طيب بن المنصور، يعتبر الإمام الحادي والعشرون للشيعة الإسماعيلية المستعلية وهو ابن الخليفة الفاطمي الآمر بأحكام الله.

## ميلاده
حسب رواية المقريزي فإنه ولد في ربيع الأول من عام 524 هجري وزينت القاهرة بميلاده بأمر من ابيه الآمر بأحكام الله لمدة 14 يوم
| قبله: الآمر بأحكام الله | أئمة الإسماعيلية المستعلية الطيبية | بعده: -- |